# 依诺替库单抗
依诺替库单抗（INN：Enoticumab；开发代号：REGN421），或译依诺苏单抗，是一种全人IgG1单克隆抗体，可结合人DLL4并破坏Notch介导的信号传导。该药物充当免疫调节剂。